# Informační systém veřejné správy
Informační systémy veřejné správy (dále ISVS) jsou v České republice systémy dle zákona č. 365/2000 Sb., o informačních systémech veřejné správy. Pro účely tohoto zákona se ISVS rozumí: „funkční celek nebo jeho část zabezpečující cílevědomou a systematickou informační činnost pro účely výkonu veřejné správy nebo plnění jiných funkcí státu anebo dalších veřejnoprávních korporací. Každý informační systém veřejné správy zahrnuje data, která jsou uspořádána tak, aby bylo možné jejich zpracování a zpřístupnění, provozní údaje a dále technické a programové prostředky, případně jiné nástroje umožňující výkon informačních činností."
Běžně se však takto označují i jiné informační systémy, nesplňující výše uvedenou definici.

## Neveřejné evidence ISVS
Ze systémů VS, které jsou neveřejné a ve kterých jsou evidovány osobní údaje, může subjekt těchto údajů podle § 9 odst. 4 získat výpis opatřený elektronickou pečetí, anebo jsou mu tyto údaje poskytnuty jako automatizovaný výstup z některého systému. Seznam ISVS, kterých se to týká, je dostupný na Portálu občana.

## Historie katalogu ISVS v ČR
Katalog ISVS dle zákona č. 365/2000 Sb. a prováděcí vyhlášky 528/2006 Sb. 
se vyvíjel jen pomalu.
Leden 2007
Vznikl Informační systém o informačních systémech veřejné správy.
do roku 2018
ISVS jsou registrovány a kategorizovány do IS o ISVS (7660 ISVS, březen 2018). Záznamy se však příliš neaktualizují.
2/2019
ISoISVS je nahrazen evidencí ISVS v AIS RPP Působnostní.
4/2019
zákon č. 99/2019 Sb., o přístupnosti internetových stránek a mobilních aplikací vstoupil v účinnost (mění zákon 365/2000 Sb.).
7/2019
Katalog obsahuje 8241 záznamů.
2/2020
zákon č. 12/2020 Sb., o právu na digitální služby vstoupil v účinnost (mění zákon 365/2000 Sb., částečně až od 1.1.2021 - Informační systém cloud computingu).
2/2022
Katalog obsahuje 8984 záznamů
2/2024
Katalog obsahuje 9885 záznamů. Provozuje ho Digitální a informační agentura, která je ústředním správním úřadem ČR.